# Viola, Wisconsin
Viola är en ort i Richland County i delstaten Wisconsin, USA.